# John Fairchild
John Russell Fairchild (Encinitas, California, 28 de abril de 1943) es un exjugador de baloncesto estadounidense que disputó una temporada en la NBA y tres más en la ABA. Con 2,03 metros de altura, lo hacía en la posición de ala-pívot.

## Trayectoria deportiva

### Universidad
Tras pasar un año en la Universidad de Pepperdine y otro más en el pequeño community college de Palomar, jugó durante dos temporadas con los Cougars de la Universidad Brigham Young, en las que promedió 20,9 puntos y 12,8 rebotes por partido. En ambas temporadas fue incluido en el mejor quinteto de la Western Athletic Conference.

### Profesional
Fue elegido en la decimosexta posición del Draft de la NBA de 1965 por Los Angeles Lakers, donde en la que iba a ser su única temporada en la liga apenas contó para su entrenador, Fred Schaus, que tenía en su mismo puesto a jugadores de la talla de Elgin Baylor, Rudy LaRusso o Leroy Ellis. Apenas participó en 30 partidos, en los que promedió 2,0 puntos y 1,5 rebotes.
Tras ser despedido, fichó por los Anaheim Amigosde la desaparecida ABA. Allí obtuvo por fin minutos de juego, disputando su mejor campaña como profesional, al acabar promediando 10,9 puntos y 5,4 rebotes por partido.
Al año siguiente, y tras un breve paso por los Denver Rockets, ficha por Indiana Pacers, siendo cortado al inicio de la temporada 1969-70. Probó suerte en los Kentucky Colonels, pero solo disputó con ellos 7 partidos antes de ser despedido, retirándose definitivamente del baloncesto en activo.

## Estadísticas de su carrera en la NBA y la ABA

### Temporada regular
| Año         | Equipo         | PJ  | MPP  | %TC  | %3P  | %TL  | RPP | APP | PPP  |
| ----------- | -------------- | --- | ---- | ---- | ---- | ---- | --- | --- | ---- |
| 1965-66     | L.A. Lakers    | 30  | 5.7  | .258 |      | .700 | 1.5 | .4  | 2.0  |
| 1967-68     | Anaheim (ABA)  | 62  | 21.1 | .437 | .250 | .675 | 5.4 | 1.0 | 10.9 |
| 1968-69     | Denver (ABA)   | 11  | 12.3 | .353 | –    | .667 | 1.6 | .8  | 3.6  |
| 1968-69     | Indiana (ABA)  | 52  | 11.2 | .388 | .345 | .709 | 2.1 | .5  | 5.5  |
| 1969-70     | Indiana (ABA)  | 3   | 8.7  | .167 | –    | .500 | 3.0 | .7  | 1.0  |
| 1969-70     | Kentucky (ABA) | 7   | 7.4  | .353 | .600 | .500 | 1.1 | .3  | 2.7  |
| Total (ABA) | Total (ABA)    | 135 | 15.6 | .417 | .368 | .680 | 3.5 | .8  | 7.6  |
| Total       | Total          | 165 | 13.8 | .404 | .368 | .681 | 3.2 | .7  | 6.6  |

### Playoffs
| Año   | Equipo        | PJ | MPP | %TC  | %3P  | %TL  | RPP | APP | PPP |
| ----- | ------------- | -- | --- | ---- | ---- | ---- | --- | --- | --- |
| 1969  | Indiana (ABA) | 9  | 9.4 | .432 | .400 | .667 | 2.3 | .3  | 5.1 |
| Total | Total         | 9  | 9.4 | .432 | .400 | .667 | 2.3 | .3  | 5.1 |